# Piwniczna Zdrój
Piwniczna Zdrój is een stad in het Poolse woiwodschap Klein-Polen, gelegen in de powiat Nowosądecki. De oppervlakte bedraagt 38,3 km², het inwonertal 5744 (2005).

## Verkeer en vervoer
Piwniczna Zdrój heeft twee stations:
- Piwniczna
- Piwniczna Zdrój

## Galerij

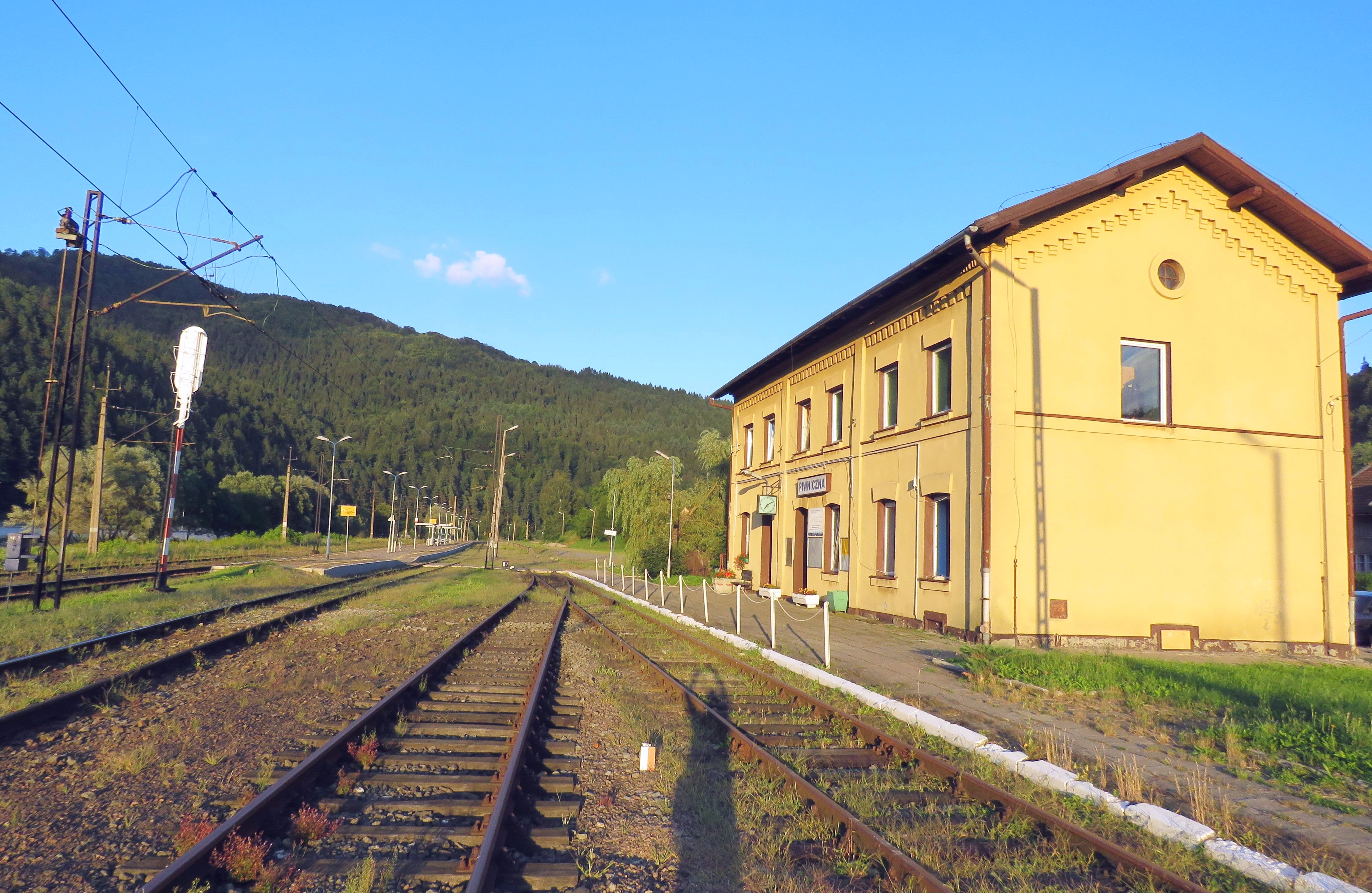
Station Piwniczna
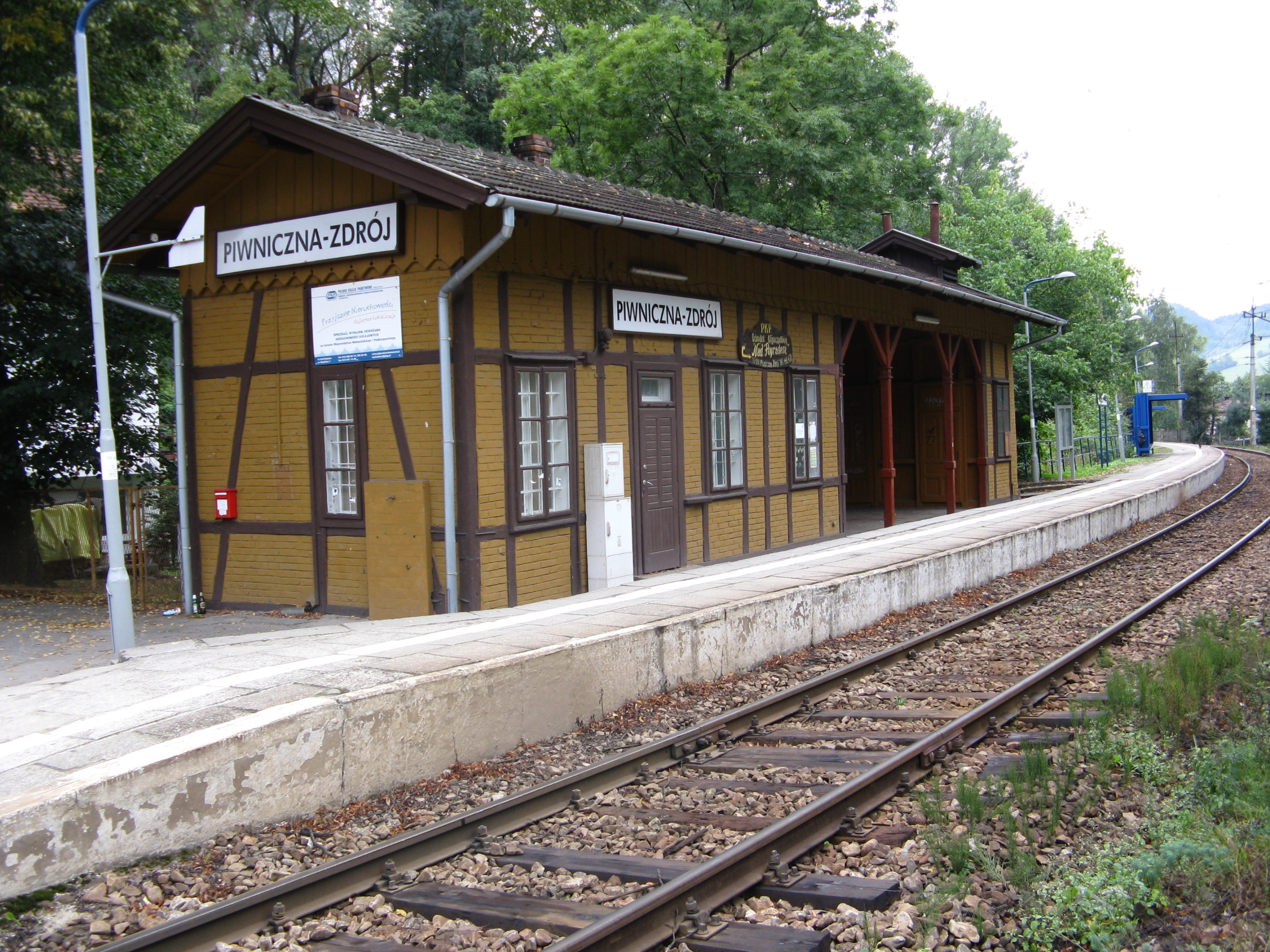
Station Piwniczna Zdrój